# آنتونی استارک
آنتونی استارک (انگلیسی: Anthony Starke؛ زادهٔ ۶ ژوئن ۱۹۶۳) یک هنرپیشه اهل ایالات متحده آمریکا است. وی از سال ۱۹۸۵ میلادی تاکنون مشغول فعالیت بوده‌است.